# Бьонди, Фабио
Фабио Бьонди (итал.  Fabio Biondi, 15 марта 1961, Палермо) — итальянский скрипач, дирижёр, руководитель оркестра.

## Биография
Является одной из самых важных и влиятельных фигур эпохи барокко-инструментального движения. В возрасте двенадцати лет Фабио Бионди начал играть соло с молодыми сицилийскими камерными музыкантами, с Сальваторе Чичерто и Мауро Ло Гверчио. Свой первый сольный концерт он дал на барочной скрипке в Венском основном концертном зале оркестра (Musikverein), когда ему было шестнадцать.
Начал учиться игре на скрипке в 10 лет, в двенадцать выступил на концерте RAI. В дальнейшем посвятил себя барочной музыке, выступал первой скрипкой в оркестрах La Chapelle Royale Филиппа Херревеге, Les Musiciens du Louvre Марка Минковски, Hespèrion XXI Жорди Савалля, Clemencic Consort Рене Клеменчича, Il Seminario Musicale Жерара Лена.

## Руководитель оркестра
В 1990 году создал собственный камерный оркестр «Галантная Европа», специализирующийся на аутентичном исполнении старинной музыки (Алессандро Скарлатти, Вивальди, Боккерини, Корелли, Перголези, Бах, Гендель, Саммартини, Локателли, Джеминиани, Тартини, а также Шуберт, Шуман).
В 1998 году подписал эксклюзивный контракт с Virgin Classics, в качестве солиста и режиссера Галантная Европа. После выпуска трех весьма успешных концертных дисков, в том числе L’Estro armonico Антонио Вивальди, выпустил в марте 2001 года свою первую камерную запись с членами группы — струнные квинтеты Боккерини, которую граммофон сразу же назвал «ключевой».

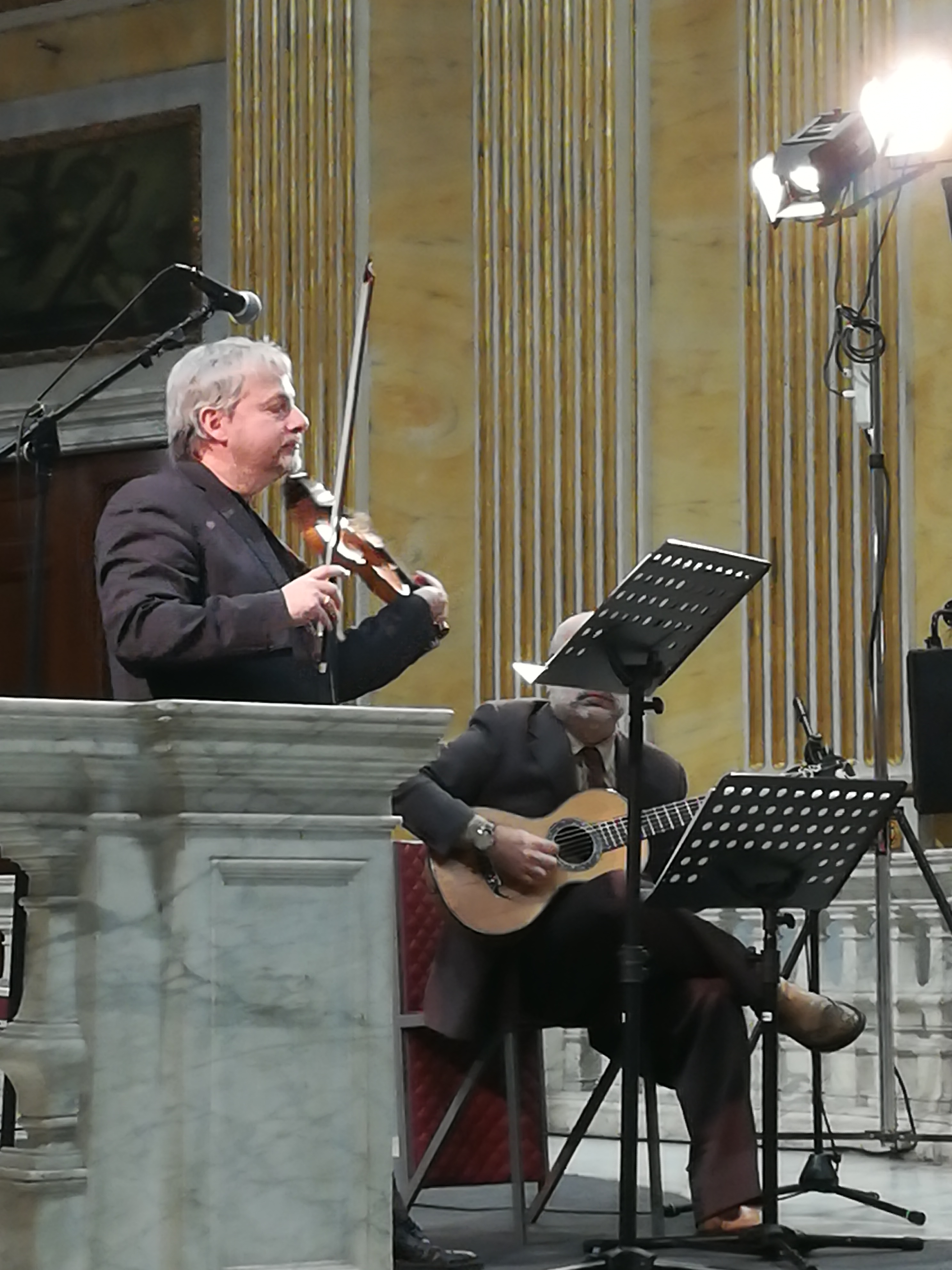
Фабио Бионди, Генуя 2019

Его музыкальное развитие ориентированно на универсальный репертуар, но также склонно к повторному открытию композиторов, которых сейчас мало кто исполняется. Его звукозаписывающее производство подтверждает это.
Сегодня Фабио Бионди воплощает в себе символ вечного поиска стиля, свободного от догматических условностей и интересующегося поиском оригинального языка. Эта склонность привела его к сотрудничеству, в качестве солиста и дирижера, с такими оркестрами, как: Санта-Сесилия в Риме, Роттердамский камерный оркестр, Ницца Опера, Галле Опера, камерный оркестр Цюриха, камерный оркестр Норвегии, оркестр Моцартеум в Зальцбурге, оркестр Махлер Чамбер и т. д.
С марта 2005 года Фабио Бионди является дирижёром античной музыки Ставангерского симфонического оркестра.
С 2010 года он станет дирижёром в стиле барокко Лозаннского камерного оркестра.